# Reino Unido en los Juegos Paralímpicos de Turín 2006
El Reino Unido estuvo representado en los Juegos Paralímpicos de Turín 2006 por un total de 20 deportistas, 18 hombres y dos mujeres.

## Medallistas
El equipo paralímpico británico obtuvo las siguientes medallas:
| Nombre                                                            | Deporte                    | Evento       |
| ----------------------------------------------------------------- | -------------------------- | ------------ |
| Oro                                                               |                            |              |
| —                                                                 |                            |              |
| Plata                                                             |                            |              |
| Frank Duffy Ken Dickson Tom Killin Angie Malone Michael McCreadie | Curling en silla de ruedas | Torneo mixto |
| Bronce                                                            |                            |              |
| —                                                                 |                            |              |